# A Star Is Born (película de 2018)
A Star Is Born (titulada Nace una estrella en Hispanoamérica y Ha nacido una estrella en España) es una película estadounidense de romance, drama y musical dirigida por Bradley Cooper. Es la tercera adaptación cinematográfica de A Star Is Born (1937), que fue dirigida por William A. Wellman. El filme es protagonizado por Bradley Cooper y Lady Gaga, con Sam Elliott, Andrew Dice Clay, Rafi Gavron, Anthony Ramos y Dave Chappelle en papeles secundarios. Su guion, adaptado por Cooper, Will Fetters y Eric Roth, narra la historia de Jackson Maine (Cooper), un músico country con adicciones que descubre a una joven cantante llamada Ally (Gaga) y trata de mostrar su talento al mundo. El filme fue proyectado por primera vez el 31 de agosto de 2018 en el Festival Internacional de Cine de Venecia y estrenó oficialmente en los cines de Estados Unidos el 5 de octubre de 2018 bajo la distribución de Warner Bros. Pictures.
La película fue aclamada por la crítica especializada, quienes destacaron distintos aspectos como la dirección, el guion, la fotografía y la música, así como las actuaciones de Cooper, Gaga y Elliot. En el sitio Rotten Tomatoes tuvo una aprobación del 90%, mientras que en Metacritic acumuló 88 puntos de 100. Además de ello, A Star Is Born recaudó más de $436 188 866 a nivel mundial, con lo cual generó ingresos de 178.1 millones, siendo la décima película con más ganancias en taquilla del 2018. El filme obtuvo ocho nominaciones a los premios Óscar, entre estas mejor película, mejor actor (Cooper), mejor actriz (Gaga) y mejor actor de reparto (Elliott), y ganó mejor canción original («Shallow»).
Su banda sonora, además de recibir buenas críticas, alcanzó la cima de las listas semanales de álbumes más vendidos en países como Australia, Canadá, los Estados Unidos, Irlanda, Nueva Zelanda, el Reino Unido, entre otros. Para febrero de 2019, el disco había vendido más de cuatro millones de copias a nivel mundial y había generado más de dos mil millones de streams. También ganó en los premios Grammy como Mejor Recopilación de Banda Sonora y en los premios BAFTA como Mejor Música Original. Varios temas de la banda sonora, como «Shallow», «Always Remember Us This Way» y «I'll Never Love Again» también gozaron de un buen recibimiento comercial alrededor del mundo.

## Argumento
El filme inicia con Jackson «Jack» Maine (Bradley Cooper), un famoso cantante de country rock adicto al alcohol y las drogas, durante uno de sus conciertos tocando el tema «Black Eyes». Lo acompaña su medio hermano mayor y mánager, Bobby (Sam Elliott), quien es también su único familiar con vida. Tras el concierto, Jack visita un bar drag donde es testigo de un tributo a Édith Piaf realizado por una joven cantante llamada Ally (Lady Gaga), quien interpreta una versión del tema «La vie en rose». Sorprendido por la actuación, Jack invita a Ally a tomar unos tragos y canta el tema «Maybe It's Time» para el personal del bar mientras la espera. Más tarde, ambos visitan otro bar donde Ally cuenta que ha intentado lanzarse como cantante pero ha sido rechazada por su imagen en múltiples ocasiones. En medio de la conversación, son interrumpidos por un admirador de Jack que quiere tomarse una fotografía, lo cual molesta a Ally e inicia una pelea, así que ambos se retiran y van a un supermercado. En el estacionamiento de este, Jack le cuenta a Ally que su madre falleció durante el parto y su padre también tenía adicciones. En ello, Ally improvisa un verso donde narra lo vacío que debe sentirse Jack.
Al amanecer, Jack invita a Ally a su siguiente concierto, pero esta se rehúsa ya que debe ir a trabajar. Sin embargo, debido al mal trato por parte de su supervisor, decide renunciar y asiste al concierto, donde Jack se encuentra interpretando los temas «Out of Time» y «Alibi». Allí, la invita a cantar el tema que improvisó la noche anterior en el estacionamiento y juntos interpretan «Shallow». Un vídeo de ambos cantando se hace viral y Jack decide invitar a Ally a irse de gira con él. Ambos empiezan una relación y deciden visitar la antigua granja donde Jack creció, pero descubren que ha sido convertida en un parque eólico. Molesto porque allí yacía la tumba de su padre, Jack confronta a Bobby y este renuncia como su mánager. De este modo, continúan con la gira y graban temas como «Music to My Eyes» y «Diggin' My Grave». Una noche, Jack invita a Ally a cantar sola por primera vez, donde interpreta el tema «Always Remember Us This Way». Saliendo del concierto, Ally conoce a Rez Gavron (Rafi Gavron), un reconocido productor que le ofrece un contrato discográfico. Aunque molesto y celoso por la oferta, Jack la apoya y la ayuda a grabar su primer tema, «Look What I Found».
Debido a que considera que su imagen no es muy llamativa, Rez comienza a transformar a Ally llevándola a un enfoque musical más pop, obligándola a aprender coreografías, usar atuendos extravagantes, cantar sobre sexo y a teñirse el cabello. En su primera actuación como solista, interpreta el tema «Heal Me», pero Jack no asiste debido a que se desmayó en medio de la calle por su ebriedad. Su amigo de la infancia Noodles (Dave Chappelle) lo acoge en su casa, donde más tarde llega Ally molesta por su comportamiento. Decidido a volver a conquistarla, Jack le propone matrimonio y ambos se casan esa misma tarde. Durante la boda, suena el tema «I Don't Know What Love Is». Posteriormente, Ally se presenta en el programa Saturday Night Live interpretando «Why Did You Do That?» mientras Jack se reencuentra con Bobby y se reconcilian. Poco después, durante una sesión de fotos, Rez le revela a Ally que ha sido nominada a tres premios Grammy. Emocionada, vuelve a su casa para contarle a Jack, solo para encontrarlo ebrio. Tras esto, ambos tienen una discusión donde Jack cuestiona la música de Ally.
Días después del incidente, Jack visita a Ally en uno de sus ensayos para disculparse y se reconcilian. El día de los Grammys, Jack se presenta ebrio e interrumpe a Ally mientras recibe uno de sus premios. Aunque al principio el público cree que todo es una broma, Jack se orina en frente de todos y es ingresado a un centro de rehabilitación para tratar su adicción. Meses después, Ally lo visita y lo nota bastante mejorado, a su vez que él se disculpa por el incidente en los Grammys. Por ello, Ally le pide a Rez que Jack se vaya de gira con ella por Europa, pero Rez se niega rotundamente, por lo que Ally decide que se cancele la gira. Molesto, Rez confronta a Jack y le dice que es una carga para Ally y que es solo cuestión de tiempo antes de que vuelva a caer en su adicción. Deprimido por lo que Rez le dijo, Jack se suicida ahorcándose en su garaje mientras Ally da su último concierto en Los Ángeles. Devastada por su muerte, Ally le rinde tributo interpretando el tema «I'll Never Love Again» en su funeral.

## Reparto
- Lady Gaga como Ally Campana.
- Bradley Cooper como Jackson Maine.
- Sam Elliott como Bobby Maine.
- Andrew Dice Clay como Lorenzo Campana.
- Rafi Gavron como Rez Gavron.
- Anthony Ramos como Ramon.
- Dave Chappelle como Noodles.
- Michael Harney como Wolfie.
- Lukas Nelson & Promise of the Real como la banda de Jackson.
- Alec Baldwin como él mismo (cameo).
- Marlon Williams como él mismo (cameo).
- Halsey como ella misma (cameo).
- Brandi Carlile como ella misma (cameo).

## Producción y lanzamiento

### Preproducción ycasting
En enero de 2011, se informó que Clint Eastwood estaba en conversaciones para dirigir una tercera adaptación de A Star Is Born (1937), la cual sería protagonizada por Beyoncé, pero el proyecto se retrasó debido al embarazo de esta. En abril de 2012, Will Fetters reveló que ya se encontraba escribiendo el guion de la película, el cual aseguró, estaba inspirado en el músico Kurt Cobain. En los meses siguientes, se le ofreció el rol principal masculino a actores como Leonardo DiCaprio, Will Smith, Christian Bale, Johnny Depp y Tom Cruise, pero todos rechazaron por diversas razones. El 9 de octubre de 2012, Beyoncé también se retiró del proyecto por su apretada agenda con los ensayos del espectáculo de medio tiempo del Super Bowl XLVII y la grabación de su álbum homónimo. Tras ello, Eastwood expresó su deseo de que Esperanza Spalding fuese su reemplazo. En marzo de 2015, Warner Bros. comunicó que Bradley Cooper reemplazaría a Eastwood como director del filme, siendo su debut en dicha área. Además de ello, Cooper se involucraría en la escritura del guion y en la producción.
Después de que Beyoncé declinara una segunda oferta de protagonizar el filme, se reveló que Cooper estaba interesado en conseguir a Lady Gaga para interpretar el rol femenino y también para componer la música luego de haber visto su trabajo en la serie American Horror Story: Hotel y el documental The Hunting Ground (2015), con el que ganó un Globo de Oro y recibió una nominación a los premios Óscar. En mayo de 2016, comenzaron las conversaciones con Gaga para protagonizar la película y en mes después se anunció que había aceptado la oferta. En agosto, Warner Bros. dio luz verde al proyecto y oficializó que Cooper y Gaga interpretarían los roles principales. En los meses siguientes se fueron incorporando al elenco otros actores como Sam Elliott y Andrew Dice Clay, así como Rafi Gavron, Michael Harney, Rebecca Field y Dave Chappelle.
En las numerosas escenas de conciertos, hizo falta realizar una búsqueda de extras para simular al público. Para ello, Warner Bros. Pictures invitó a los seguidores de Gaga a inscribirse para participar en el rodaje. Para ello se debía pagar una entrada con costo superior a los 10 dólares estadounidenses e ir con vestimenta wéstern al lugar de grabación. Dicha táctica se aplicó para las escenas grabadas en el Valle de Coachella entre el 18 y 19 de abril de 2017 y para el Greek Theatre grabadas el 2 y 3 de mayo del mismo año. Todo el dinero recaudado por las entradas de los extras fue donado a la Born This Way Foundation.

### Rodaje
En diciembre de 2016, el irlandés Steve A. Morrow fue contratado como editor de sonido del filme y durante una entrevista con el diario The Independent, reveló que toda la música de la película sería interpretada en vivo durante el rodaje por petición de Lady Gaga, ello con el fin de añadir mayor emoción a la actuación. Morrow comentó que tanto las voces como la banda seguirían esta técnica, la cual ya había usado para La La Land (2016).
Inicialmente, el rodaje del filme preveía dar inicio en febrero de 2017, pero fue retrasado dado que Gaga estaría encabezando el espectáculo de medio tiempo del Super Bowl LI y posteriormente actuaría en los premios Grammy. Con ello, el rodaje comenzó oficialmente el 17 de abril de 2017 en California, Estados Unidos. Varias de las escenas se grabaron entre el 18 y el 19 de ese mes en el Valle de Coachella en Indio. También se rodaron varias tomas en el Greek Theatre de Los Ángeles entre el 2 y 3 de mayo.

### Lanzamiento y promoción
En noviembre de 2016, Warner Bros. dio fecha de lanzamiento para el 28 de septiembre de 2018. Sin embargo, en septiembre de 2017, fue anunciado que el estreno del filme sería adelantado hasta el 18 de mayo de 2018 para evitar competir con los éxitos del verano. No obstante, tres meses más tarde, el lanzamiento fue nuevamente aplazado, esta vez al 5 de octubre de 2018.
El primer tráiler del filme fue publicado el 6 de junio de 2018. Su estreno mundial se llevó a cabo el 31 de agosto en el Festival Internacional de Cine de Venecia de 2018. Posteriormente, fue proyectada en septiembre en el Festival Internacional de Cine de Toronto (Canadá), el Festival Internacional de Cine de San Sebastián (España) y el Festival de Cine de Zúrich (Suiza) antes de ser lanzada en los cines. Según Deadline Hollywood, Warner Bros. invirtió aproximadamente $110 millones en publicidad para A Star Is Born, considerando sus múltiples proyecciones en festivales y la campaña para los premios Óscar.
El 28 de febrero de 2019, la película fue relanzada con doce minutos extras en 1150 cines de los Estados Unidos. La nueva versión, subtitulada A Star Is Born: Encore, incluye escenas extendidas de canciones como «Black Eyes», «Alibi» y «Shallow», así como una escena de Ally cantando «Is That Alright?» en su boda, Jack cantando «Too Far Gone» y ambos componiendo una canción llamada «Clover». El filme fue lanzado para descarga digital el 15 de enero de 2019 y posteriormente en formato DVD y Blu-ray el 19 de febrero. El formato casero incluye diez minutos adicionales de detrás de escena, así como las grabaciones de algunas canciones. También se incluyó un cortometraje titulado The Road to Stardom: Making A Star Is Born, así como los videoclips de los temas «Shallow», «Always Remember Us This Way», «Look What I Found» y «I'll Never Love Again». Posteriormente, el 4 de junio, fue lanzada una edición especial en Blu-ray y DVD titulada A Star Is Born: Special Encore Edition, en la cual se incluyen los doce minutos extras del relanzamiento de febrero.

## Recepción

### Recaudación
A Star Is Born ha recaudado un total de $436 188 866, divididos en $215 288 866 en los Estados Unidos y $220 900 000 en el resto del mundo. De acuerdo con Deadline Hollywood, restando todos los costos de producción y publicidad, la película generó ingresos de $178.1 millones de dólares solo en taquilla.
Originalmente, expertos pronosticaban que A Star Is Born debutaría con una recaudación en los Estados Unidos de entre 25 y 35 millones de dólares. Sin embargo, tras la aclamación crítica recibida en el Festival Internacional de Cine de Venecia de 2018 y la amplia campaña publicitaria de Warner Bros., las proyecciones aumentaron de un rango de entre 35 y 55 millones. Al ser lanzadas el mismo día, A Star Is Born competiría directamente contra Venom, película que fue lanzada en 4250 teatros, contra los 3686 de A Star Is Born. El sitio web Fadango reveló que A Star Is Born había liderado la venta de entradas en sus diferentes plataformas, llegando a superar a otros éxitos anteriores lanzados en octubre como The Martian (2015), Gone Girl (2014) y Gravity (2013). No obstante, a pesar de las buenas críticas y el apoyo de los seguidores de Gaga, expertos consideraron que aun así Venom sería quien liderara la taquilla, mientras que A Star Is Born quedaría en segundo lugar con un rango de entre 38 y 48 millones. Durante su primera semana, A Star Is Born recaudó 1.35 millones en funciones exclusivas de los cines estadounidenses del martes (2 de octubre) y el miércoles (3 de octubre) anterior a su estreno. En su primer fin de semana, recaudó 15.67 millones para el viernes, 14.97 millones para el sábado y 12.32 millones para el domingo, logrando un debut de 42.90 millones, que la posicionó en la segunda casilla de la taquilla estadounidense, detrás de Venom.
En el resto del mundo, en su día de estreno la película recaudó 6 millones, siendo sus mercados más fuertes el Reino Unido con un millón, Alemania con 580 mil, Francia con 375.5 mil y Rusia con 107 mil. En su primer fin de semana completo, recogió 14 millones en los 36 países donde fue lanzada, con 5.3 millones en el Reino Unido, 2.1 millones en Francia y 1.9 millones en Alemania.

### Respuesta crítica
A Star Is Born recibió la aclamación de parte de la crítica especializada, con la mayoría de los expertos alabando las actuaciones de Cooper, Gaga y Elliott, además de la música y la dirección. En el sitio web Rotten Tomatoes, tuvo un índice de aprobación del 90% basándose en 513 reseñas profesionales, siendo una de las películas más reseñadas de la historia en el sitio. Además de recibir certificado de «fresco», el consenso del sitio fue: «Con actuaciones conmovedoras, una dirección cuidadosa y una hermosa historia de amor, A Star Is Born es una nueva versión muy bien hecha. Y un recordatorio de que algunas historias pueden ser igual de efectivas cuando se vuelven a contar». En el mismo sitio, tuvo una aprobación del 79 % por parte del público, con una puntuación promedio de 4.3 sobre 5 basada en la opinión de más de 21 mil usuarios. Asimismo, en Metacritic acumuló 88 puntos de 100 sobre la base de 60 críticas profesionales, denotando «aclamación universal». Los lectores del portal le dieron un promedio de 8.9 puntos de 10. El público de CinemaScore le dio una calificación de «A», mientras que en PostTrak recibió una puntuación de 4.5 estrellas de 5.
El escritor Michael Phillips de Chicago Tribune alabó la dirección de Cooper, comentando que «regula razonablemente el tiempo entre las escenas de actuación y enfocándose en las expresiones de los personajes». Asimismo, Phillips habló favorablemente de la actuación de Gaga, especialmente en las escenas musicales, donde «aprovecha cada oportunidad para impresionarnos sin dejarnos exhaustos». David Rooney de The Hollywood Reporter mencionó que la química entre Cooper y Gaga da lugar a varias de las mejores escenas en el filme, con ambos dando realismo a las diferencias entre sus personajes. Brian Tallerico del sitio RogerEbert.com le dio una calificación de 3.5 estrellas de 4 y expresó que, aunque ya se han hecho tres versiones de A Star Is Born con anterioridad, Cooper y Gaga le dan un toque «fresco y nuevo». David Opie de Digital Spy le otorgó 4 estrellas de 5 y aclamó cada aspecto en el que Cooper se involucró; dirección, guion, composición y actuación, especialmente en la escena de Jackson en los premios Grammy. También favoreció la actuación de Gaga, mayormente en los momentos musicales, citando los casos de las interpretaciones de «Shallow» y «Look What I Found». Igualmente, el escritor Norman Wilner del diario canadiense Now le dio 4 puntos de 5 y alabó la actuación de Gaga, comentando que opaca inmediatamente la de Cooper. Además de ello, mencionó que Sam Elliott ofrece la mejor actuación de toda su carrera y expresó que «pese a que la historia de A Star Is Born ya ha sido contada antes, es tal vez mejor ahora».
Richard Roeper de Chicago Sun Times le dio una calificación perfecta de cuatro estrellas y aclamó la dirección de Cooper, asegurando que «ofrece un equilibrio perfecto entre grandes momentos con historias emocionales, números musicales y una historia íntima con verdades universales y experiencias únicas en el mundo del entretenimiento». Además de ello, Roeper dio comentarios positivos de todas las actuaciones del elenco y cerró su crítica diciendo que: «Esta es la mejor versión que se ha hecho de A Star Is Born y es también una de las mejores películas del 2018». Joe Morgenstern de The Wall Street Journal expresó que: «Lo más simple que se puede decir de A Star Is Born es que todo está bien. Pero no bien como solo bien, sino que todo está casi milagrosamente bien en todos los aspectos. Ni siquiera te importa que el filme haya sido hecho cuatro veces, porque se siente fresco desde su tremendo inicio hasta su exquisito final». Morgernstern ofreció buenos comentarios sobre las actuaciones del elenco en general, destacando que cada personaje encaja perfectamente en la historia y ofrecen lo necesario para dar más vida a la historia. Peter Travers de Rolling Stone le dio una calificación de 4.5 estrellas de 5 y aclamó la actuación de Gaga, describiéndola como «un relámpago de emociones». Asimismo, destacó la dirección de Cooper por grabar las canciones en vivo, ya que le «otorga autenticidad» a la película; Travers mencionó que «Shallow» es fácilmente «la mejor canción de una película en años».

### Listas anuales
A Star Is Born fue incluida en numerosas recopilaciones de las 10 mejores películas lanzadas en 2018. A continuación, una lista de todas estas según Metacritic:
| Medio                   | Posición |
| ----------------------- | -------- |
| Irish Independent       | 1        |
| London Evening Standard | 1        |
| IGN                     | 1        |
| People                  | 1        |
| Variety                 | 1        |
| Complex                 | 2        |
| The Hollywood Reporter  | 2        |
| The Guardian            | 2        |
| New York Post           | 2        |
| The New Zealand Herald  | 2        |
| Rolling Stone           | 2        |
| USA Today               | 2        |
| The Atlantic            | 3        |
| The Telegraph           | 3        |
| Uproxx                  | 4        |

| Medio                   | Posición |
| ----------------------- | -------- |
| Associated Press        | 6        |
| The Chicago Sun Times   | 6        |
| Deadline Hollywood      | 6        |
| HuffPost                | 6        |
| NME                     | 6        |
| RogerEbert.com          | 6        |
| The Independent         | 7        |
| Slant Magazine          | 7        |
| Time                    | 7        |
| Empire                  | 8        |
| Vanity Fair             | 8        |
| The A.V. Club           | 9        |
| Los Angeles Times       | 9        |
| Vogue                   | 10       |
| The Wall Street Journal | 10       |

## Banda sonora
Después de la inclusión de Gaga al reparto, varias fuentes confirmaron esta escribiría música original para el filme. Posteriormente, fue revelado que grabaría un álbum completo y Cooper aseguró que absolutamente toda la música sería original. La banda sonora fue lanzada simultáneamente con la película el 5 de octubre de 2018 bajo la distribución de Interscope Records. En total cuenta 19 canciones y 15 diálogos. Algunos de los compositores que contribuyeron en la banda sonora son tanto Gaga como Cooper, así como Hillary Lindsey, DJ White Shadow, Nick Monson, Diane Warren y Lukas Nelson, quienes habían colaborado con Gaga anteriormente en sus álbumes Joanne (2016) y ARTPOP (2013).
Al igual que la película, la banda sonora también recibió buenos comentarios de parte de la crítica especializada. En el sitio Metacritic, tuvo una puntuación de 78 sobre 100 basada en 8 reseñas profesionales. Asimismo, fue todo un éxito en ventas, alcanzando la primera posición de las listas semanales de álbumes más vendidos en Australia, Canadá, los Estados Unidos, Irlanda, Nueva Zelanda, el Reino Unido, Suecia y Suiza, además de haber ingresado a los diez primeros en Alemania, Italia y los Países Bajos. El tema principal de la banda sonora, «Shallow», fue lanzado como sencillo y también fue un éxito en los listados, alcanzando la cima en Australia, Canadá, los Estados Unidos, Irlanda, el Reino Unido y Suiza. Otros temas de la banda sonora, como «Always Remember Us This Way» y «I'll Never Love Again», pese a no haber sido lanzados como sencillos, también gozaron de éxito comercial en distintos países, principalmente en Canadá, los Estados Unidos, Irlanda, el Reino Unido y Suiza.

## Premios y nominaciones
| Premiación                                     | Fecha                   | Categoría                                                               | Nominado por                  | Receptor(es)                                                                                                 | Resultado | Ref.          |
| ---------------------------------------------- | ----------------------- | ----------------------------------------------------------------------- | ----------------------------- | --- | --------- | ------------- |
| AACTA Awards                                   | 4 de enero de 2019      | Mejor Película                                                          | A Star Is Born                | Bradley Cooper                                                                                               | Nominado  | [ 70 ]        |
| AACTA Awards                                   | 4 de enero de 2019      | Mejor Dirección                                                         | A Star Is Born                | Bradley Cooper                                                                                               | Nominado  | [ 70 ]        |
| AACTA Awards                                   | 4 de enero de 2019      | Mejor Actor                                                             | A Star Is Born                | Bradley Cooper                                                                                               | Nominado  | [ 70 ]        |
| AACTA Awards                                   | 4 de enero de 2019      | Mejor Actriz                                                            | A Star Is Born                | Lady Gaga | Nominado  | [ 70 ]        |
| AACTA Awards                                   | 4 de enero de 2019      | Mejor Actor de Reparto                                                  | A Star Is Born                | Sam Elliott                                                                                                  | Nominado  | [ 70 ]        |
| American Cinematheque Award                    | 29 de noviembre de 2018 | Reconocimiento especial                                                 | A Star Is Born                | Bradley Cooper                                                                                               | Ganador   | [ 71 ]        |
| Art Directors Guild Awards                     | 2 de febrero de 2019    | Mejor Diseño de Producción                                              | A Star Is Born                | Karen Murphy                                                                                                 | Nominado  | [ 72 ]        |
| Atlanta Film Critics Circle                    | 3 de diciembre de 2018  | Top 10 Filmes                                                           | A Star Is Born                | Bradley Cooper                                                                                               | Ganador   | [ 73 ]        |
| Atlanta Film Critics Circle                    | 3 de diciembre de 2018  | Mejor Director Debut                                                    | A Star Is Born                | Bradley Cooper                                                                                               | Ganador   | [ 73 ]        |
| Atlanta Film Critics Circle                    | 3 de diciembre de 2018  | Mejor Actor de Reparto                                                  | A Star Is Born                | Sam Elliott                                                                                                  | Ganador   | [ 73 ]        |
| Atlanta Film Critics Circle                    | 3 de diciembre de 2018  | Mejor Actuación Revelación                                              | A Star Is Born                | Lady Gaga | Ganador   | [ 73 ]        |
| BAFTA Awards                                   | 10 de febrero de 2019   | Mejor Película                                                          | A Star Is Born                | Bradley Cooper                                                                                               | Nominado  | [ 74 ]        |
| BAFTA Awards                                   | 10 de febrero de 2019   | Best Direction                                                          | A Star Is Born                | Bradley Cooper                                                                                               | Nominado  | [ 74 ]        |
| BAFTA Awards                                   | 10 de febrero de 2019   | Mejor Actor                                                             | A Star Is Born                | Bradley Cooper                                                                                               | Nominado  | [ 74 ]        |
| BAFTA Awards                                   | 10 de febrero de 2019   | Mejor Actriz                                                            | A Star Is Born                | Lady Gaga | Nominado  | [ 74 ]        |
| BAFTA Awards                                   | 10 de febrero de 2019   | Mejor Guion Adaptado                                                    | A Star Is Born                | Eric Roth, Bradley Cooper, Will Fetters                                                                      | Nominado  | [ 74 ]        |
| BAFTA Awards                                   | 10 de febrero de 2019   | Mejor Música Original                                                   | A Star Is Born                | Bradley Cooper, Lady Gaga, Lukas Nelson                                                                      | Ganador   | [ 74 ]        |
| BAFTA Awards                                   | 10 de febrero de 2019   | Mejor Sonido                                                            | A Star Is Born                | Steve A. Morrow, Alan Robert Murray, Jason Ruder, Tom Ozanich, Dean A. Zupancic                              | Nominado  | [ 74 ]        |
| Costume Designers Guild Awards                 | 19 de febrero de 2019   | Excelencia en una Película Contemporánea                                | A Star Is Born                | Erin Benach                                                                                                  | Nominado  | [ 75 ]        |
| Critics' Choice Awards                         | 13 de enero de 2019     | Mejor Película                                                          | A Star Is Born                | Bradley Cooper                                                                                               | Nominado  | [ 76 ]        |
| Critics' Choice Awards                         | 13 de enero de 2019     | Mejor Director                                                          | A Star Is Born                | Bradley Cooper                                                                                               | Nominado  | [ 76 ]        |
| Critics' Choice Awards                         | 13 de enero de 2019     | Mejor Actor                                                             | A Star Is Born                | Bradley Cooper                                                                                               | Nominado  | [ 76 ]        |
| Critics' Choice Awards                         | 13 de enero de 2019     | Mejor Actriz                                                            | A Star Is Born                | Lady Gaga | Ganador   | [ 76 ]        |
| Critics' Choice Awards                         | 13 de enero de 2019     | Mejor Actor de Reparto                                                  | A Star Is Born                | Sam Elliott                                                                                                  | Nominado  | [ 76 ]        |
| Critics' Choice Awards                         | 13 de enero de 2019     | Mejor Guion Adaptado                                                    | A Star Is Born                | Bradley Cooper Eric Roth                                                                                     | Nominado  | [ 76 ]        |
| Critics' Choice Awards                         | 13 de enero de 2019     | Mejor Edición                                                           | A Star Is Born                | Jay Cassidy                                                                                                  | Nominado  | [ 76 ]        |
| Critics' Choice Awards                         | 13 de enero de 2019     | Mejor Cinematografía                                                    | A Star Is Born                | Matthew Libatique                                                                                            | Nominado  | [ 76 ]        |
| Critics' Choice Awards                         | 13 de enero de 2019     | Mejor Canción                                                           | «Shallow»                     | Lady Gaga Mark Ronson Anthony Rossomando Andrew Wyatt                                                        | Ganador   | [ 76 ]        |
| Detroit Film Critics Society                   | 3 de diciembre de 2018  | Mejor Director                                                          | A Star Is Born                | Bradley Cooper                                                                                               | Nominado  | [ 77 ]        |
| Detroit Film Critics Society                   | 3 de diciembre de 2018  | Mejor Actor                                                             | A Star Is Born                | Bradley Cooper                                                                                               | Nominado  | [ 77 ]        |
| Detroit Film Critics Society                   | 3 de diciembre de 2018  | Mejor Actriz                                                            | A Star Is Born                | Lady Gaga | Nominado  | [ 77 ]        |
| Detroit Film Critics Society                   | 3 de diciembre de 2018  | Actuación revelación                                                    | A Star Is Born                | Lady Gaga | Nominado  | [ 77 ]        |
| Detroit Film Critics Society                   | 3 de diciembre de 2018  | Mejor Actor de Reparto                                                  | A Star Is Born                | Sam Elliott                                                                                                  | Nominado  | [ 77 ]        |
| Detroit Film Critics Society                   | 3 de diciembre de 2018  | Mejor Uso de Música                                                     | A Star Is Born                | Julianne Jordan Julia Michaels                                                                               | Ganador   | [ 77 ]        |
| Directors Guild of America Awards              | 2 de febrero de 2019    | Dirección Sobresaliente                                                 | A Star Is Born                | Bradley Cooper                                                                                               | Nominado  | [ 78 ]        |
| Directors Guild of America Awards              | 2 de febrero de 2019    | Dirección Sobresaliente en Debut                                        | A Star Is Born                | Bradley Cooper                                                                                               | Nominado  | [ 78 ]        |
| Festival Internacional de Cine de Palm Springs | 3 de enero de 2019      | Director del Año                                                        | A Star Is Born                | Bradley Cooper                                                                                               | Ganador   | [ 79 ]        |
| Golden Globe Awards                            | 6 de enero de 2019      | Mejor Película Dramática                                                | A Star Is Born                | A Star Is Born                                                                                               | Nominado  | [ 80 ]        |
| Golden Globe Awards                            | 6 de enero de 2019      | Mejor Director                                                          | A Star Is Born                | Bradley Cooper                                                                                               | Nominado  | [ 80 ]        |
| Golden Globe Awards                            | 6 de enero de 2019      | Mejor Actor - Drama                                                     | A Star Is Born                | Bradley Cooper                                                                                               | Nominado  | [ 80 ]        |
| Golden Globe Awards                            | 6 de enero de 2019      | Mejor Actriz - Drama                                                    | A Star Is Born                | Lady Gaga | Nominado  | [ 80 ]        |
| Golden Globe Awards                            | 6 de enero de 2019      | Mejor Canción Original                                                  | «Shallow»                     | Lady Gaga Mark Ronson Anthony Rossomando Andrew Wyatt                                                        | Ganador   | [ 80 ]        |
| Premios Grammy                                 | 10 de febrero de 2019   | Grabación del Año                                                       | «Shallow»                     | Lady Gaga Bradley Cooper Benjamin Rice Tom Elmhirst Randy Merrill                                            | Nominado  | [ 81 ]        |
| Premios Grammy                                 | 10 de febrero de 2019   | Canción del Año                                                         | «Shallow»                     | Lady Gaga Mark Ronson Anthony Rossomando Andrew Wyatt                                                        | Nominado  | [ 81 ]        |
| Premios Grammy                                 | 10 de febrero de 2019   | Mejor Canción escrita para una película, televisión u otro medio visual | «Shallow»                     | Lady Gaga Mark Ronson Anthony Rossomando Andrew Wyatt                                                        | Ganador   | [ 81 ]        |
| Premios Grammy                                 | 10 de febrero de 2019   | Mejor Interpretación de Pop de Dúo/Grupo                                | «Shallow»                     | Lady Gaga Bradley Cooper                                                                                     | Ganador   | [ 81 ]        |
| Premios Grammy                                 | 26 de enero de 2020     | Mejor Recopilación de Banda Sonora                                      | A Star Is Born                | Lady Gaga Bradley Cooper Nick Monson Lukas Nelson Mark Nilan Jr. Benjamin Rice Julianne Jordan Julia Michels | Ganador   | [ 81 ]        |
| Premios Grammy                                 | 26 de enero de 2020     | Canción del Año                                                         | «Always Remember Us This Way» | Lady Gaga Natalie Hemby Hillary Lindsey Lori McKenna                                                         | Nominado  | [ 81 ]        |
| Premios Grammy                                 | 26 de enero de 2020     | Mejor Canción escrita para una película, televisión u otro medio visual | «I'll Never Love Again»       | Lady Gaga Natalie Hemby Hillary Lindsey Aaron Raitiere                                                       | Ganador   | [ 81 ]        |
| Hollywood Film Awards                          | 4 de noviembre de 2018  | Premio a la Cinematografía                                              | A Star Is Born                | Matthew Libatique                                                                                            | Ganador   | [ 82 ]        |
| Hollywood Music in Media Awards                | 14 de noviembre de 2018 | Mejor Banda Sonora                                                      | A Star Is Born                | Lady Gaga Bradley Cooper                                                                                     | Nominado  | [ 83 ] [ 84 ] |
| Hollywood Music in Media Awards                | 14 de noviembre de 2018 | Mejor Canción Original - Largometraje                                   | «Shallow»                     | Lady Gaga Mark Ronson Anthony Rossomando Andrew Wyatt                                                        | Ganador   | [ 83 ] [ 84 ] |
| Hollywood Music in Media Awards                | 14 de noviembre de 2018 | Mejor Supervisión de Música - Largometraje                              | A Star Is Born                | Julianne Jordan Julia Michaels                                                                               | Ganador   | [ 83 ] [ 84 ] |
| Los Ángeles Online Film Critics Society        | 9 de enero de 2019      | Mejor Película                                                          | A Star Is Born                | Bradley Cooper                                                                                               | Nominado  | [ 85 ]        |
| Los Ángeles Online Film Critics Society        | 9 de enero de 2019      | Mejor Actor                                                             | A Star Is Born                | Bradley Cooper                                                                                               | Nominado  | [ 85 ]        |
| Los Ángeles Online Film Critics Society        | 9 de enero de 2019      | Mejor Director Masculino                                                | A Star Is Born                | Bradley Cooper                                                                                               | Nominado  | [ 85 ]        |
| Los Ángeles Online Film Critics Society        | 9 de enero de 2019      | Mejor Director Debutante                                                | A Star Is Born                | Bradley Cooper                                                                                               | Nominado  | [ 85 ]        |
| Los Ángeles Online Film Critics Society        | 9 de enero de 2019      | Mejor Actriz                                                            | A Star Is Born                | Lady Gaga | Nominado  | [ 85 ]        |
| Los Ángeles Online Film Critics Society        | 9 de enero de 2019      | Mejor Actuación Revelación                                              | A Star Is Born                | Lady Gaga | Nominado  | [ 85 ]        |
| Los Ángeles Online Film Critics Society        | 9 de enero de 2019      | Mejor Actor de Reparto                                                  | A Star Is Born                | Sam Elliott                                                                                                  | Nominado  | [ 85 ]        |
| Los Ángeles Online Film Critics Society        | 9 de enero de 2019      | Mejor Guion Adaptado                                                    | A Star Is Born                | Bradley Cooper Eric Roth                                                                                     | Nominado  | [ 85 ]        |
| Los Ángeles Online Film Critics Society        | 9 de enero de 2019      | Mejor Canción Original                                                  | «Shallow»                     | Lady Gaga Mark Ronson                                                                                        | Ganador   | [ 85 ]        |
| National Board of Review                       | 27 de noviembre de 2018 | Top 10 Filmes                                                           | A Star Is Born                | Bradley Cooper                                                                                               | Ganador   | [ 86 ]        |
| National Board of Review                       | 27 de noviembre de 2018 | Mejor director                                                          | A Star Is Born                | Bradley Cooper                                                                                               | Ganador   | [ 86 ]        |
| National Board of Review                       | 27 de noviembre de 2018 | Mejor actriz                                                            | A Star Is Born                | Lady Gaga | Ganador   | [ 86 ]        |
| National Board of Review                       | 27 de noviembre de 2018 | Mejor actor de reparto                                                  | A Star Is Born                | Sam Elliott                                                                                                  | Ganador   | [ 86 ]        |
| Premios Óscar                                  | 24 de febrero de 2019   | Mejor película                                                          | A Star Is Born                | Bill Gerber Bradley Cooper Lynett Howell Taylor                                                              | Nominado  | [ 87 ]        |
| Premios Óscar                                  | 24 de febrero de 2019   | Mejor actor                                                             | A Star Is Born                | Bradley Cooper                                                                                               | Nominado  | [ 87 ]        |
| Premios Óscar                                  | 24 de febrero de 2019   | Mejor actriz                                                            | A Star Is Born                | Lady Gaga | Nominado  | [ 87 ]        |
| Premios Óscar                                  | 24 de febrero de 2019   | Mejor actor de reparto                                                  | A Star Is Born                | Sam Elliott                                                                                                  | Nominado  | [ 87 ]        |
| Premios Óscar                                  | 24 de febrero de 2019   | Mejor guion adaptado                                                    | A Star Is Born                | Eric Roth Bradley Cooper Will Fetters                                                                        | Nominado  | [ 87 ]        |
| Premios Óscar                                  | 24 de febrero de 2019   | Mejor fotografía                                                        | A Star Is Born                | Matthew Libatique                                                                                            | Nominado  | [ 87 ]        |
| Premios Óscar                                  | 24 de febrero de 2019   | Mejor sonido                                                            | A Star Is Born                | Tom Ozanich Dean Zupancic Jason Ruder Steve Morrow                                                           | Nominado  | [ 87 ]        |
| Premios Óscar                                  | 24 de febrero de 2019   | Mejor canción original                                                  | «Shallow»                     | Lady Gaga Mark Ronson Anthony Rossomando Andrew Wyatt                                                        | Ganador   | [ 87 ]        |
| Satellite Awards                               | 17 de febrero de 2018   | Mejor Película - Comedia/Musical                                        | A Star Is Born'               | Bradley Cooper                                                                                               | Ganador   | [ 88 ]        |
| Satellite Awards                               | 17 de febrero de 2018   | Mejor Director                                                          | A Star Is Born'               | Bradley Cooper                                                                                               | Nominado  | [ 88 ]        |
| Satellite Awards                               | 17 de febrero de 2018   | Mejor Actor - Comedia/Musical                                           | A Star Is Born'               | Bradley Cooper                                                                                               | Nominado  | [ 88 ]        |
| Satellite Awards                               | 17 de febrero de 2018   | Mejor Actriz - Comedia/Musical                                          | A Star Is Born'               | Lady Gaga | Nominado  | [ 88 ]        |
| Satellite Awards                               | 17 de febrero de 2018   | Mejor Actor de Reparto                                                  | A Star Is Born'               | Sam Elliott                                                                                                  | Nominado  | [ 88 ]        |
| Satellite Awards                               | 17 de febrero de 2018   | Mejor Guion Adaptado                                                    | A Star Is Born'               | Bradley Cooper Eric Roth                                                                                     | Nominado  | [ 88 ]        |
| Satellite Awards                               | 17 de febrero de 2018   | Mejor Edición                                                           | A Star Is Born'               | Jay Cassidy                                                                                                  | Nominado  | [ 88 ]        |
| Satellite Awards                               | 17 de febrero de 2018   | Mejor Cinematografía                                                    | A Star Is Born'               | Matthew Libatique                                                                                            | Ganador   | [ 88 ]        |
| Satellite Awards                               | 17 de febrero de 2018   | Mejor Diseño de Vestuario                                               | A Star Is Born'               | Erin Benach                                                                                                  | Nominado  | [ 88 ]        |
| Satellite Awards                               | 17 de febrero de 2018   | Mejor Edición y Mezcla de Sonido                                        | A Star Is Born'               | Warner Bros.                                                                                                 | Nominado  | [ 88 ]        |
| Satellite Awards                               | 17 de febrero de 2018   | Mejor Canción Original                                                  | «Shallow»                     | Lady Gaga Mark Ronson                                                                                        | Ganador   | [ 88 ]        |
| Screen Actors Guild Awards                     | 27 de enero de 2019     | Mejor Reparto                                                           | A Star Is Born                | Dave Chappelle, Andrew Dice Clay, Bradley Cooper, Sam Elliott, Rafi Gavron, Lady Gaga y Anthony Ramos        | Nominado  | [ 89 ]        |
| Screen Actors Guild Awards                     | 27 de enero de 2019     | Mejor Actor                                                             | A Star Is Born                | Bradley Cooper                                                                                               | Nominado  | [ 89 ]        |
| Screen Actors Guild Awards                     | 27 de enero de 2019     | Mejor Actriz                                                            | A Star Is Born                | Lady Gaga | Nominado  | [ 89 ]        |
| Screen Actors Guild Awards                     | 27 de enero de 2019     | Mejor Actor de Reparto                                                  | A Star Is Born                | Sam Elliott                                                                                                  | Nominado  | [ 89 ]        |
| Washington D. C. Area Film Critics Association | 3 de diciembre de 2018  | Mejor Película                                                          | A Star Is Born                | Bradley Cooper                                                                                               | Nominado  | [ 90 ]        |
| Washington D. C. Area Film Critics Association | 3 de diciembre de 2018  | Mejor Director                                                          | A Star Is Born                | Bradley Cooper                                                                                               | Nominado  | [ 90 ]        |
| Washington D. C. Area Film Critics Association | 3 de diciembre de 2018  | Mejor Actor                                                             | A Star Is Born                | Bradley Cooper                                                                                               | Ganador   | [ 90 ]        |
| Washington D. C. Area Film Critics Association | 3 de diciembre de 2018  | Mejor Actriz                                                            | A Star Is Born                | Lady Gaga | Ganador   | [ 90 ]        |
| Washington D. C. Area Film Critics Association | 3 de diciembre de 2018  | Mejor Actor de Reparto                                                  | A Star Is Born                | Sam Elliott                                                                                                  | Nominado  | [ 90 ]        |
| Washington D. C. Area Film Critics Association | 3 de diciembre de 2018  | Mejor Guion Adaptado                                                    | A Star Is Born                | Bradley Cooper Eric Roth                                                                                     | Nominado  | [ 90 ]        |
| Washington D. C. Area Film Critics Association | 3 de diciembre de 2018  | Mejor Edición                                                           | A Star Is Born                | Jay Cassidy                                                                                                  | Nominado  | [ 90 ]        |
| Washington D. C. Area Film Critics Association | 3 de diciembre de 2018  | Mejor Cinematografía                                                    | A Star Is Born                | Matthew Libatique                                                                                            | Nominado  | [ 90 ]        |